# Jizerský potok
Jizerský potok je potok ve statutárním městě Liberec. Je hlavním tokem městských libereckých lesů Lidové sady. Napájí také Lesní koupaliště v Liberci v Lidových sadech.

## Historie
Jizerský potok byl v minulosti nazýván Baierův potok (Bai(y)ersbach).

## Průběh toku
Jizerský potok (alias Žulovský potok) pramení nad Mlynářovým křížem, nebo také pod Žulovým vrchem. Odtud také alternativní název Žulovský potok. Pramení v nadmořské výšce 644 m n. m. ve slatiništi v Jizerských horách. Kousek pod pramenem se dělí na dva potoky. Na Alešův potok a Jizerský potok. Kousek dál teče pod lesní stezkou. V nadmořské výšce 577 m n. m. je přes Jizerský potok most, kterým vede žlutá turistická značená stezka od Mlynářova kříže. Pod cestou ve výšce 513 m n. m. vede přes Jizerský potok zelená turistická stezka také od Mlynářova kříže. Ve výšce 500 m n. m. se vlévá do potoka Opravilův potok. Je to první přítok Jizerského potoka. Zde už začíná nabírat šířku a vodu. Ve výšce 455 m n. m. teče pod cestou a nabírá Alešův potok. To už teče v údolí. Pak teče zase pod cestou a potom je na toku postavena hráz. Ve výšce 445 m n. m. je lávka přes tento potok, na které prochází modrá turistická stezka. Na potoce ve výšce 424 m n. m. je Svobodův rybník, kousek nad Lesním koupalištěm. V podzemí se do Lesního koupaliště vlévá Maštrlův potok. Jizerský potok pak napájí oblíbené Lesní koupaliště ve výšce 415 m n. m. Od koupaliště až k silnici je voda v potrubí. Po skončení potrubí se do potoka vlévá Nezdarův potok. Potom má potok 2 lávky. Ve výšce 397 m n. m. je na Jizerském potoce vybudována hráz. Potom teče v potrubí pod tenisovým kurtem. Potom v podzemí pod Tichou ulicí. A to už potok teče do města Liberec. Teče pod ulicí Sovova a potom Zoologickou zahradou jak v podzemí, tak na povrchu. V zahradě napájí Labutí jezírko. Potom teče pod silnicí Masarykova, kde jezdí MDH Liberec – tramvaj. Potom před tenisovým kurtem teče do podzemí. Teče pod skokanskými můstky, pod městskými lázněmi a výstavištěm, pod bazénem na Tržním náměstí. Ve výšce 346 m n. m. vytéká z podzemí u EKOParku Liberec. Potom teče pod cyklistickou cestou a v centru Liberce se vlévá Jizerský potok do Lužické Nisy už jako odpadová stoka.